# Svinița
Svinița é uma comuna romena localizada no distrito de Mehedinţi, na região de Oltênia. A comuna possui uma área de 76.00 km² e sua população era de 1071 habitantes segundo o censo de 2007.